# 木村至信BAND
木村至信BAND（きむらしのぶばんど）は、日本のポップバンド。略称は、キムシノ。
ボーカルの木村至信は、医学博士号を持つ女医。

## メンバー
- 木村至信（ボーカル & キーボード）神奈川県川崎市出身
- 塩沢タモツ（ベース & コーラス）長野県駒ヶ根市出身
- 枝智之（ドラム & コーラス）東京都足立区出身

この他に、サポートギターが入った4人編成でライブが行われている。
過去の共同作業者:小西貴雄

## ディスコグラフィー

### シングル
- STAY GOLD～I Still Believe in Me～（木村至信ソロ名義）
- 笑顔 / asian soul（2000年4月1日）
- 恋（2001年09月03日）
- 空がみたい（2004年07月03日）
- 君だった/これで終わる（2006年02月22日）
- つつむわ:Hold You（2006年07月29日）
- 夕暮れレノン（2008年05月21日）
- Wonder-ful Days（2009年09月18日）
- ちゃんと泣けばよかった（2012年06月20日）
- 歩道橋/いい人じゃない（2013年09月11日）
- なつかしい君へ（2014年04月27日）
- GOOD LUCK 関内（2015年02月28日）

### アルバム/コンピレーション
- ジョーイ・空（木村至信ソロ名義）
- Song Of Matsumoto（木村至信ソロ名義・コンピレーション）
- REALITY（木村至信ソロ名義）
- NEW COMER's PLOT vol.1（2002年2月）
- Life is Beautiful（2005年01月22日）
- WORLD INDIES FESTIVAL vol.1（2007年01月24日・コンピレーション）
- オモイウタ (2011年05月11日)
- 愛は生きているうちに（2015年11月21日）
- 光と影（2016年12月03日）

### ライブDVD
- MUSIC WATER（2008年12月18日）

### タイアップなど
- 君だった: 2006やりすぎコージー エンディングテーマ
- これで終わる：エイベックス幾田愛子「over」として同曲を提供。演奏もバンドが担当
- Wonder-ful Days: BS朝日しあわせドキュメント結婚までの1週間2009年度エンディングテーマ曲。
- ちゃんと泣けばよかった: 2012主治医が見つかる診療所”エンディングテーマ”
- 歩道橋：FM yokohama「JOY TO THE WORLD」テーマソング
- いい人じゃない：AKIBA伝えたい放送局「真夜中の診察室」テーマソング
- なつかしい君へ：FM yokohama「JOY TO THE WORLD」テーマソング
- GOOD LUCK 関内：FM yokohama「JOY TO THE WORLD」テーマソング
- 人生ポイント：FM yokohama「JOY TO THE WORLD」テーマソング
- ありがとう：FM yokohama「JOY TO THE WORLD」テーマソング

## バイオグラフィー
- ボーカルの木村至信は、信州大学医学部卒。信州大学病院勤務時代は難聴遺伝子、遺伝子研究のためアメリカに留学。帰国後、横浜市立大学にて医学博士取得。がんの遺伝子、抗がん剤治療などを研究し、がんセンターなどで診療を続けた。医学、語学力を活かしたタレント活動、コラム執筆も行っている。
- 自主制作の前作アルバム「Life Is Beautiful」は現在3000枚以上を売り上げている。2005年7月の赤坂L@Nワンマンで人気投票全国3位、観客動員レコード更新。5月の沖縄宜野湾海浜公園でのインディーズライブイベントにも出演、シングル「君だった」は2006年の3月沖縄タワーレコード インディーズチャート1位獲得。11月12日の六本木Y2Kの動員は250名を超えインディーズ動員レコードを更新した。
- 2006年2月に発売したシングル「君だった」はビクターより流通。タワーレコードインディーズチャート19位初登場。新星堂インディーズチャート5位にランクイン。このシングルはテレビ東京 今田耕司の「やりすぎコージー」のエンディングテーマ、チャクチャクエンタメのCMソングともなる。3月に原宿アストロホールワンマンも動員300名。7月リキッドルームのワンマンライブの動員は400名に達する。夏の全国ツアーはワンマン3本を含み33本28カ所、のべ動員数2000名を超えるものとなった。売り上げは3500枚を超えた。2007年1月ワールドインディーズフェスティバルでは人気投票全国4位、テイチクにてオムニバスで「恋」がリリースされた。
- 2008年、バンドの体制を整理し、満を持してのセルフプロデュースでのシングルリリースにあわせ、ワンマン3本を含む全国26カ所30公演50ステージをこなし、のべ動員は1000名をこえた。ビクターよりメジャーリリースしたシングル「夕暮れレノン」はタワーレコードJ—popチャート12位初登場、ベストセラーチャート40位代をキープし、発売半年にして1500枚の初回完売である。国立の医大卒、アメリカ留学、そして女医であり独特の癒しキャラを持つ木村至信は、この頃よりタレント活動を開始。これまでにヤマダ電機のウェブショップでのコラム、テレビ朝日モーニングバード、テレビ東京レディス4コメンテーター、ビートルズコラム、化粧品スペシャルアドバイザー、エルセ デシャワーのメインキャラクターなど、メディアへの出演も多数こなし、現在も医療コメンテーター、タレント、コラムニストとして活動を行っている。
- テレビ番組のタイアップとして、2009年の4月よりBS朝日「結婚までの1週間」のエンディングテーマを1年半担当、その曲「Wonder-ful Days」を2009年9月にリリース。タワーレコードインディーズチャート3位、ベストセラーチャート28位にランクイン。長野朝日放送の夕方のニュース特番、BS朝日などに出演。
- 2011年ジーニアスレコードより、フルアルバム「オモイウタ」をバウンディーよりリリース。精力的に地元横浜を中心にライブ活動を広げ、全国ツアーを敢行。

9月4日関内ホールコンサート満員、同アルバムの「ロスタイム」は有線にてインディーズリクエストチャート4位にランクインしている。またこのツアーでは、被災地に協力物資を送り、ファンとがれきの撤去活動をするなど、ボランティア活動を行った。
- 2012年4月からはテレビ東京「主治医が見つかる診療所」のエンディングテーマを2クール担当し、その楽曲「ちゃんと泣けばよかった」がシンクバンクレコーズより6月20日に発売。有線総合インディーズチャート全国3位にランクインしている。
- 2013年03月16日に関内ホール主催の関内ホールワンマンでツアーファイナル。その活動が朝日新聞にも取り上げられた。同年11月9日に再演。5月よりインターネットテレビ「木村至信の真夜中の診察室」もはじまる。この番組からスピンオフ企画として、塩沢タモツが単独MCで２４時間生放送を月１ペースで行った。9月11日に日本コロムビアよりニューシングル「歩道橋/いい人じゃない」の両A面シングル発売。「歩道橋」は10月5日よりスタートした木村至信のMCラジオ番組FMyokohama「JOY TO THE WORLD」のテーマソング。
- 2014年2月より木村至信がフィリピン医療ボランティアに参加する。この活動は以後毎年参加しその活動は神奈川新聞、タウンニュースなどに紹介され、幅広くその活動が認知されていく。04月27日には「なつかしい君へ」を発売。日本テレビ「嵐にしやがれ」テレビ朝日「クイズサバイバー」に出演。この頃より地上波での露出が増えていく。女医鉄として参加したスギテツのコンピレーションアルバム「走れ！夢の超特急楽団」が日本レコード大賞「企画賞」を受賞。この年のワンマンライブは横浜セブンスアヴェニューでの2DAYS、関内ホール、アプローズとその規模を拡大。木村の地元である横浜に根付いたバンドとなる。
- 2015年2月28日関内街づくり振興会とコラボした初のご当地ソング「GOOD LUCK 関内」リリース。10月にはインターネットテレビ「パンク介護士塩沢タモツの弱虫スクリーム」が隔週で放送開始。一部のコアなファンからの支持を得る。11月21日にはアルバム「愛は生きているうちに」をリリース。FMyokohamaで紹介した話題を曲にした「人生ポイント」が話題を得る。
- 2016年に木村至信のメディア露出が増加。テレビ朝日「中居正広のミになる図書館」「夏目三久のはくがある」には数回出演。信越放送では準レギュラーとして「ずくだせテレビ」に出演。ラジオ日本、TBSラジオ、JFNの番組にも出演多数出演し好評をはくす。医学監修として週刊女性に10ページの特集記事。辰巳出版「チワワスタイル」ではプライベートも披露。12月03日にアルバム「光と影」をリリース。USENインディーズチャート17位を獲得。2017年のツアーファイナルは4月8日「神奈川県民ホール」に決定している。